# Oldřich Pecl
Oldřich Pecl (14. září 1903 Bohuslavice u Kyjova – 27. června 1950 Praha, Věznice Pankrác) byl český právník, podnikatel, člen protikomunistické opozice a oběť justiční vraždy. Po únorovém převratu byl zařazen do politického procesu s Miladou Horákovou a spol. a v roce 1950 odsouzen k trestu smrti. Popraven byl ve věznici Pankrác.

## Mládí a předválečný život
Oldřich Pecl se narodil v Bohuslavicích u Kyjova v chudé rodině venkovského učitele. Vystudoval gymnázium ve Valašském Meziříčí. V roce 1918 však studium přerušil, vstoupil do Československé armády a účastnil se obsazení Opavy, prohlášené předtím českými Němci hlavním městem provincie Sudetenland. Maturitu složil v roce 1921. Jeho spolužákem na gymnáziu byl Záviš Kalandra, se kterým zde vydával studentský časopis (později byli oba ve stejném procesu odsouzeni k trestu smrti). Pecl poté vystudoval Právnickou fakultu Univerzity Karlovy a následně pracoval v advokacii a podnikal. Jeho druhou manželkou se stala sestra jugoslávského diplomata Ankica Miličová. Nejdůležitější částí jeho majetku byl antracitový důl Etna ve Lhoticích u Českých Budějovic.

## Člen protikomunistické opozice
Za druhé světové války se zapojil do rezistence proti okupačnímu režimu a spolupracoval s druhým odbojem. V roce 1945 byl Peclův důl znárodněn v souvislosti s Košickým vládním programem. Po únoru 1948 se Pecl stal podporovatelem nekomunistických bývalých členů Československé strany národně socialistické. Při práci strany v ilegalitě se podílel na koncepci nové ideologie strany a jejího ekonomického programu. Pecl navrhoval vytvoření širokého opozičního hnutí, které by se neomezovalo jen na někdejší nekomunistické politické strany a bylo založeno na „ideologii sociálního pokroku a politické, hospodářské a duchovní bezpečnosti“. Tato jeho koncepce socialistické strany středu však nebyla přijata. Pecl udržoval kontakty s poúnorovou emigrací a odesílal do zahraničí zprávy o situaci v totalitním Československu – převážně založené na informacích z tisku.

## Proces a poprava
Pecl byl 8. listopadu 1949 zatčen a zařazen do politického procesu s Miladou Horákovou a spol. Mezi důvody tohoto rozhodnutí patřila snaha o využití jeho podnikatelské minulosti („kapitalista“, „majitel dolu“), Peclovo autorství několika politických memorand a programových zásad opozičního hnutí, styky se Závišem Kalandrou, stejně jako fakt, že jeho manželka byla jugoslávského původu (k roztržce mezi Stalinem a Titem došlo teprve nedávno). Oldřich Pecl byl Státním soudem odsouzen k trestu smrti a 19. června 1950 se neúspěšně odvolal – Nejvyšší soud všechna podání odmítl 24. června 1950. Společně s Miladou Horákovou, Závišem Kalandrou a Janem Buchalem byl popraven 27. června 1950 ve věznici Pankrác. Oběšen byl v 4:55 a v 5:04 lékař konstatoval smrt.

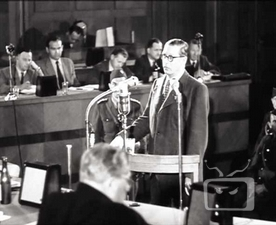
Oldřich Pelcl během soudního procesu
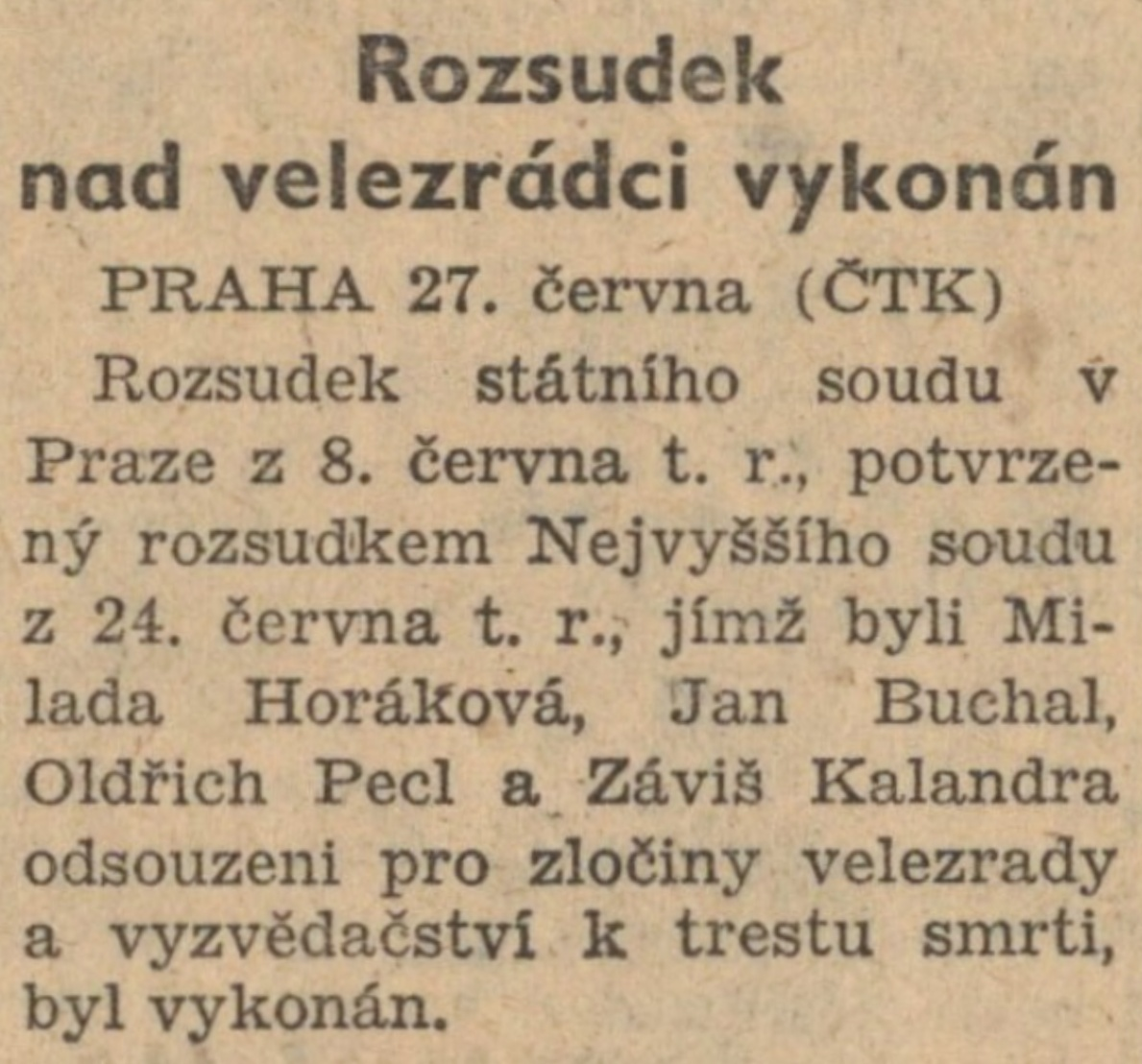
Oznámení v Rudém právu ze dne 28. června 1950 o vykonání rozsudku

Ostatky Oldřicha Pecla byly zpopelněny ve Strašnickém krematoriu, kde byly také uskladněny. Dne 6. října 1953 byla urna přesunuta z krematoria do skladu v pankrácké věznici. Dne 5. května 1965 byla urna pohřbena do společného hrobu na motolském hřbitově. Na Čestném pohřebišti v Ďáblickém hřbitově se nachází symbolický Peclův hrob. Tamní symbolické náhrobky odkazují na zemřelé politické vězně bez ohledu na jejich skutečné místo pohřbení.

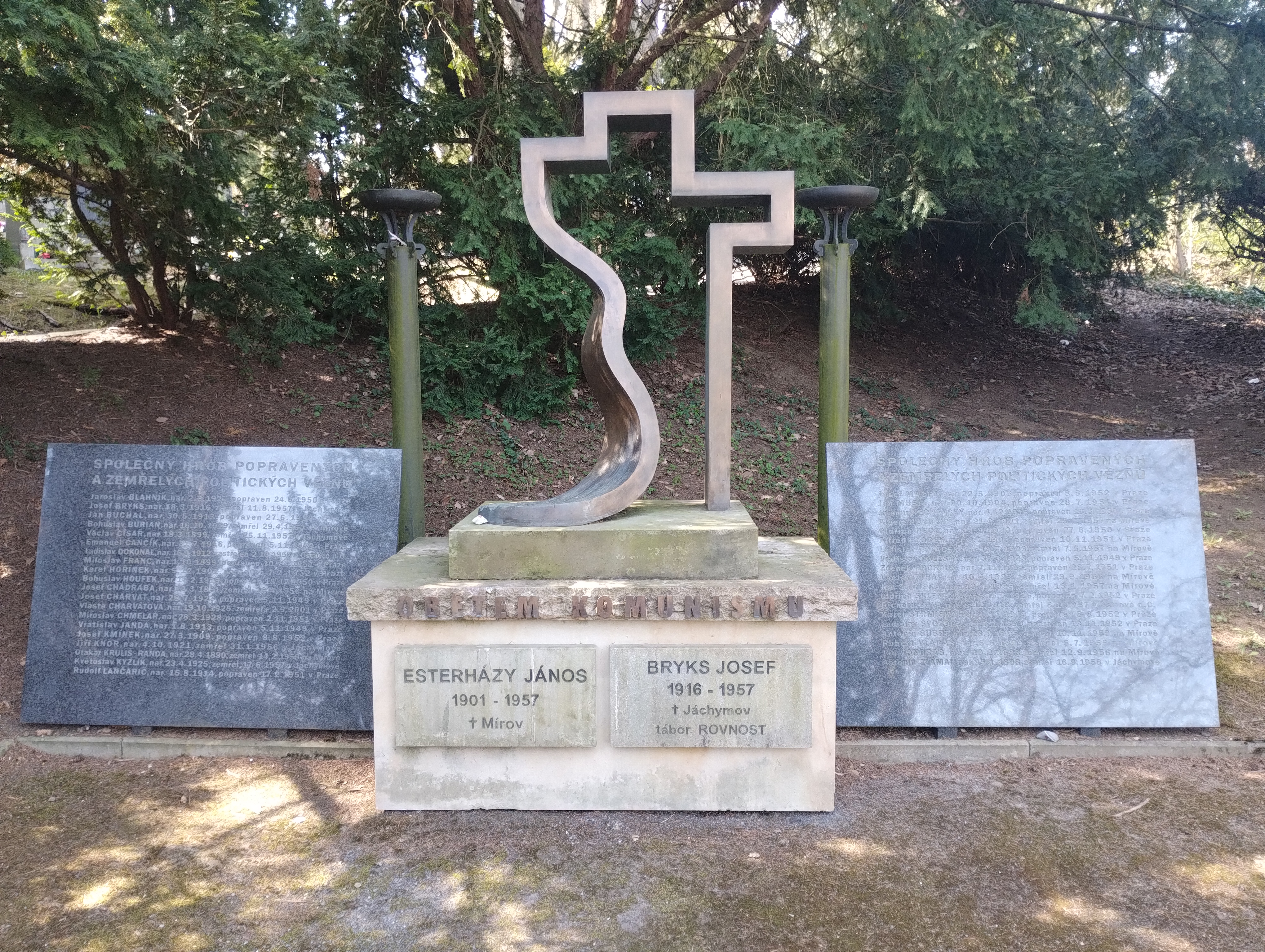
Památník na Čestném pohřebišti politických vězňů, Motolský hřbitov
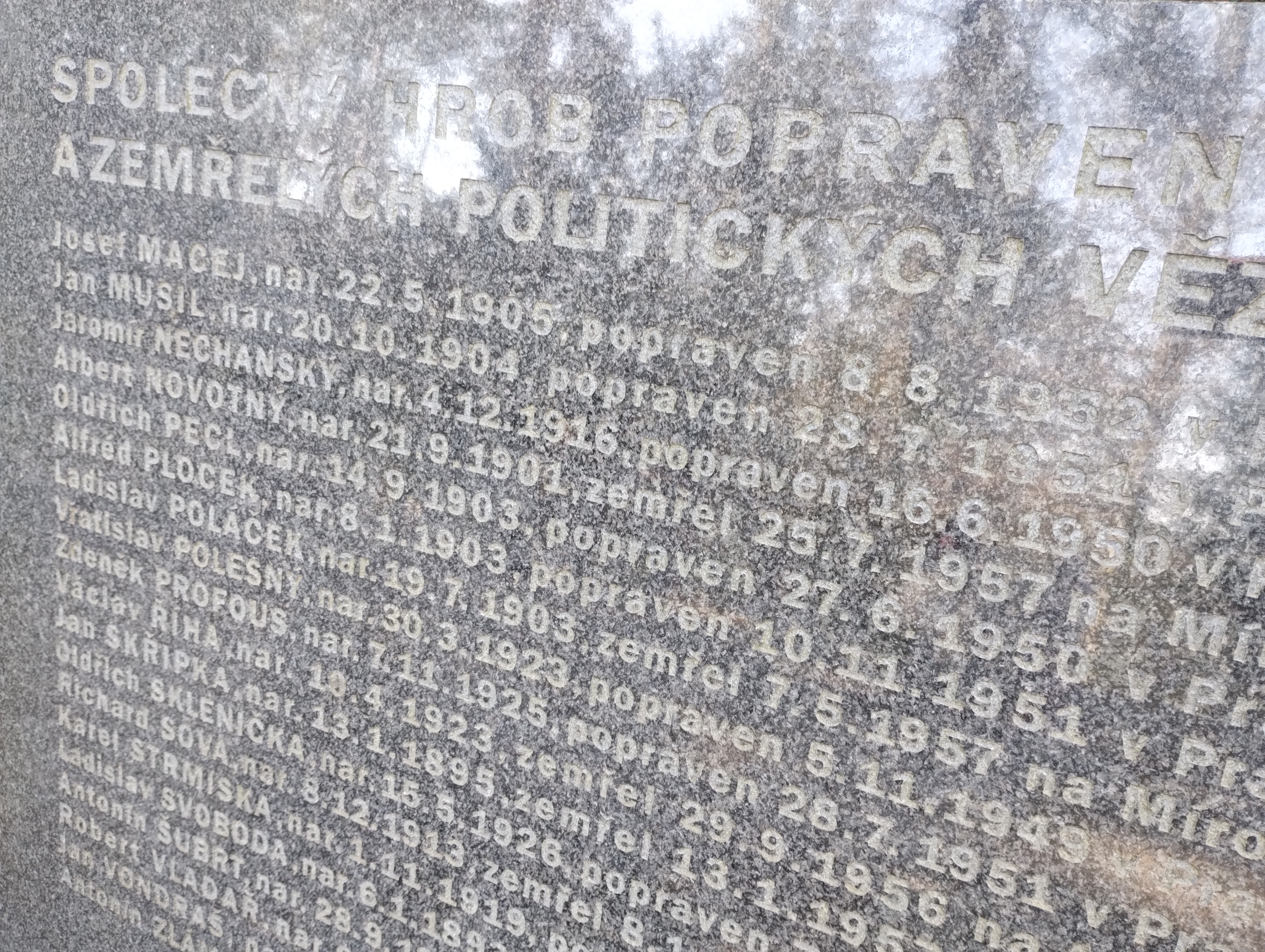
Památník na Čestném pohřebišti politických vězňů, deska vpravo se jménem O. Pelcla, Motolský hřbitov
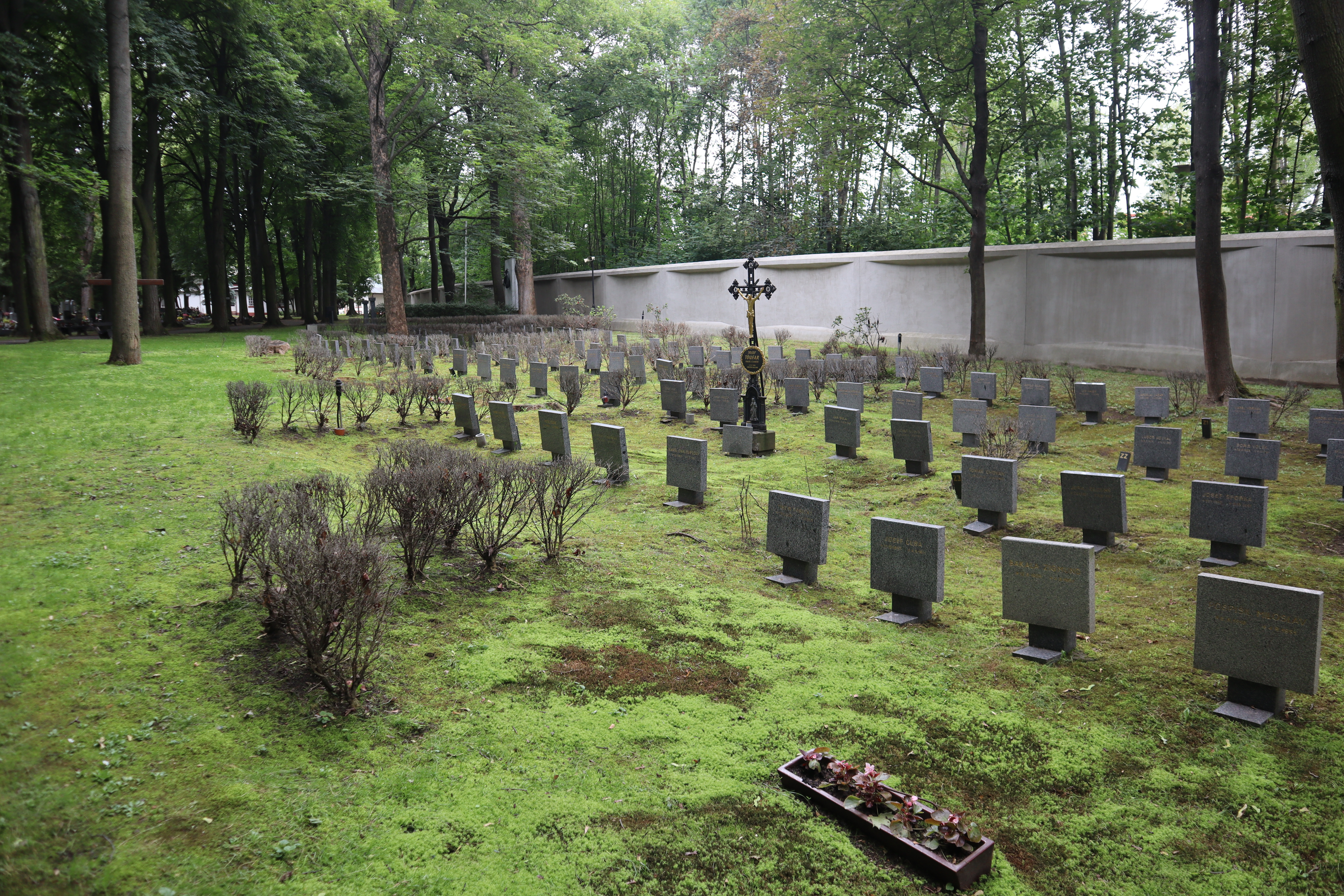
Čestné pohřebiště popravených a umučených z 50. let (III. odboj) na Ďáblickém hřbitově
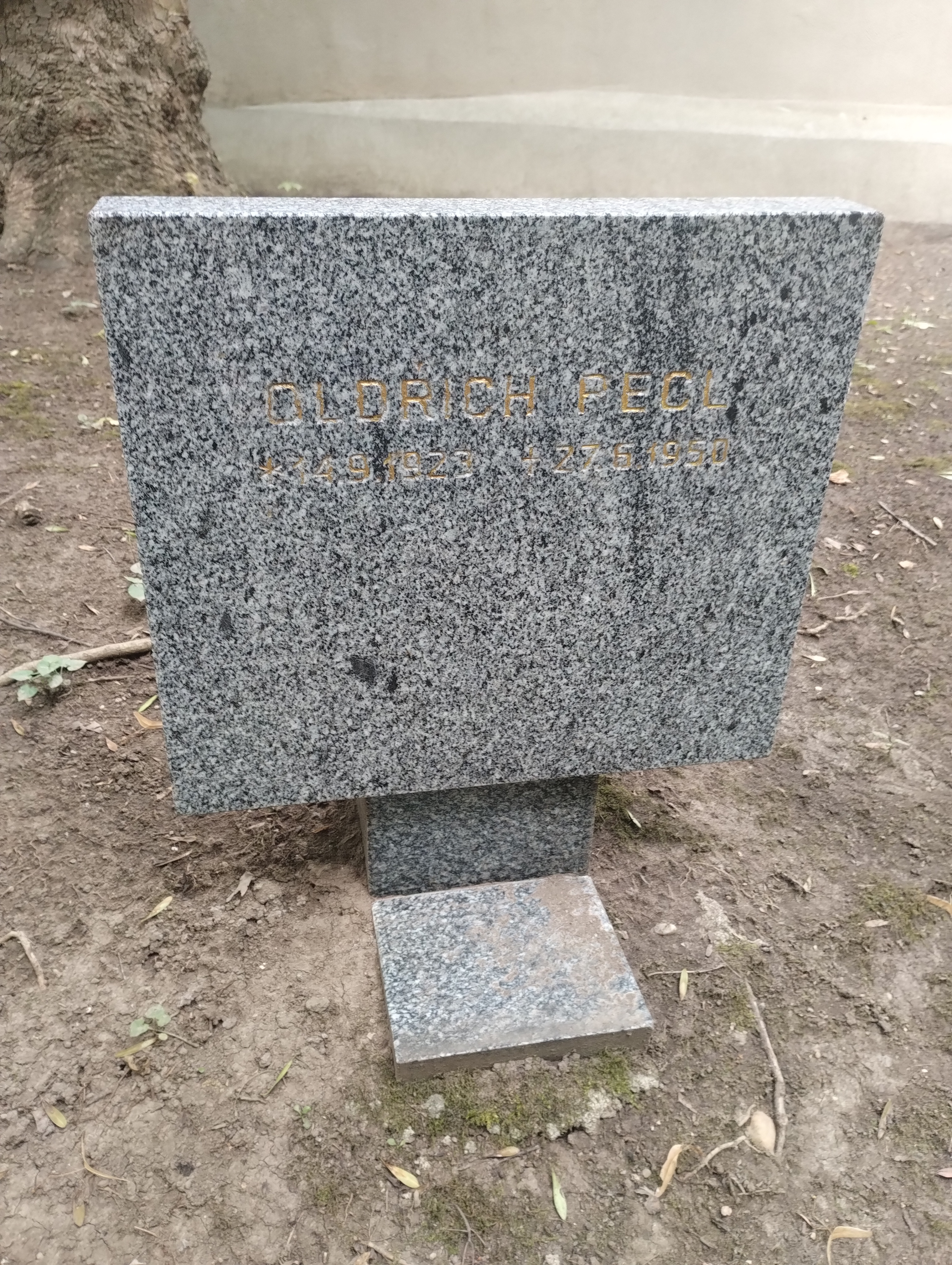
Symbolický náhrobek O. Pecla na Čestném pohřebišti v Ďáblicích

## Ocenění a připomínky
- V roce 2010 mu byla udělena Cena Václava Bendy (in memoriam).[9]
- Dne 27. června 2009 byla Oldřichu Peclovi odhalena pamětní deska na budově pošty a základní školy v Bohuslavicích (Bohuslavice 4177, 696 55 Kyjov). Na desce je nápis: "OLDŘICH PECL / 14. 9. 1903. V BOHUSLAVICÍCH. / POPRAVEN 27. 6. 1950 / V PRAZE NA PANKRÁCI. / PROSÍM VÁS O NEVYKONÁNÍ / ROZSUDKU VYNESENÉHO NAD / MILADOU HORÁKOVOU, ZÁVIŠEM / KALANDROU, OLDŘICHEM PECLEM / A JANEM BUCHALEM. BYLI OBĚŤMI / NACISMU, VĚZNI NĚMECKÝCH / KONCENTRAČNÍCH TÁBORŮ. / JSEM HLUBOCE PŘESVĚDČEN, / ŽE SI ZASLOUŽÍ ŽÍT. / ALBERT EINSTEIN / K. H. S. 2009 / BOHUSLAVICE".[10]
- Dne 10. října 2019 byla na domě v Praze 1 (Pařížská 1073/1), kde bydlel a byl zatčen, umístěna pamětní tabulka v rámci projektu Poslední adresa.[11] Na desce je nápis: ZDE ŽIL OLDŘICH PECL / PRÁVNÍK / NAROZEN 14. 9. 1903 / ZATČEN 8. 11. 1949 / POPRAVEN 27. 6. 1950".[12]
- V Řevnici má O. Pelcl pamětní desku na adrese Mařákova 155 (na zdi zahrady na nároží s ulicí Na Výšině). Na desce je nápis: "V tomto domě pobýval Dr. Olřich PECL. Byl odsouzen komunistickým režimem ve vykonstruovaném procesu a stejně jako Dr. M. HORÁKOVÁ 27. 6. 1950 popraven."[13]
- Jeho jméno je uvedeno na Pomníku Miladě Horákové a Obětem komunismu v Praze 4 - Nuslích na Náměstí Hrdinů, u stanice metra Pražského povstání, před Vrchním soudem v Praze a Vrchním státním zastupitelstvím v Praze.[14]

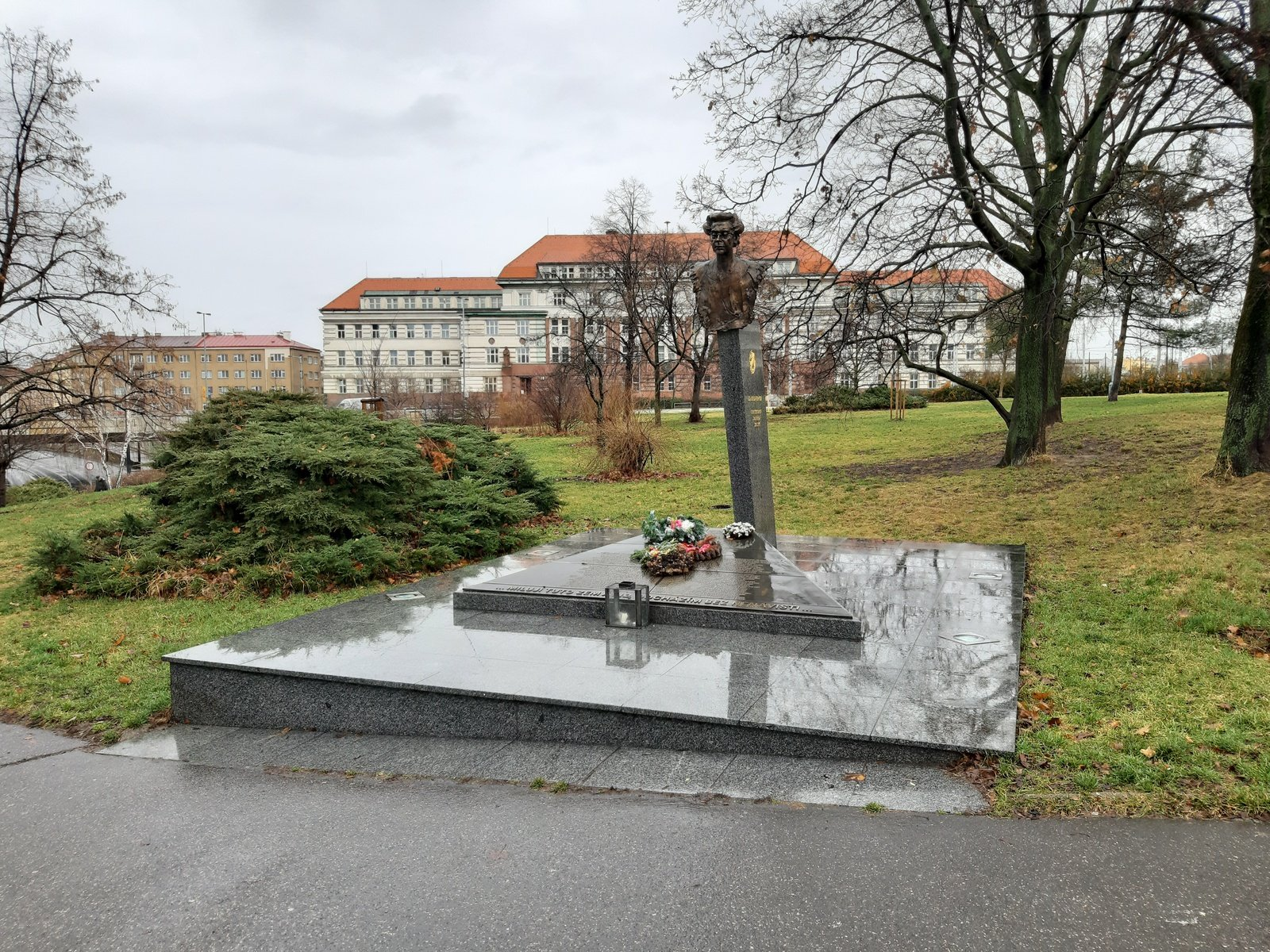
Pomník na náměstí Hrdinů v Praze 4 - Nuslích
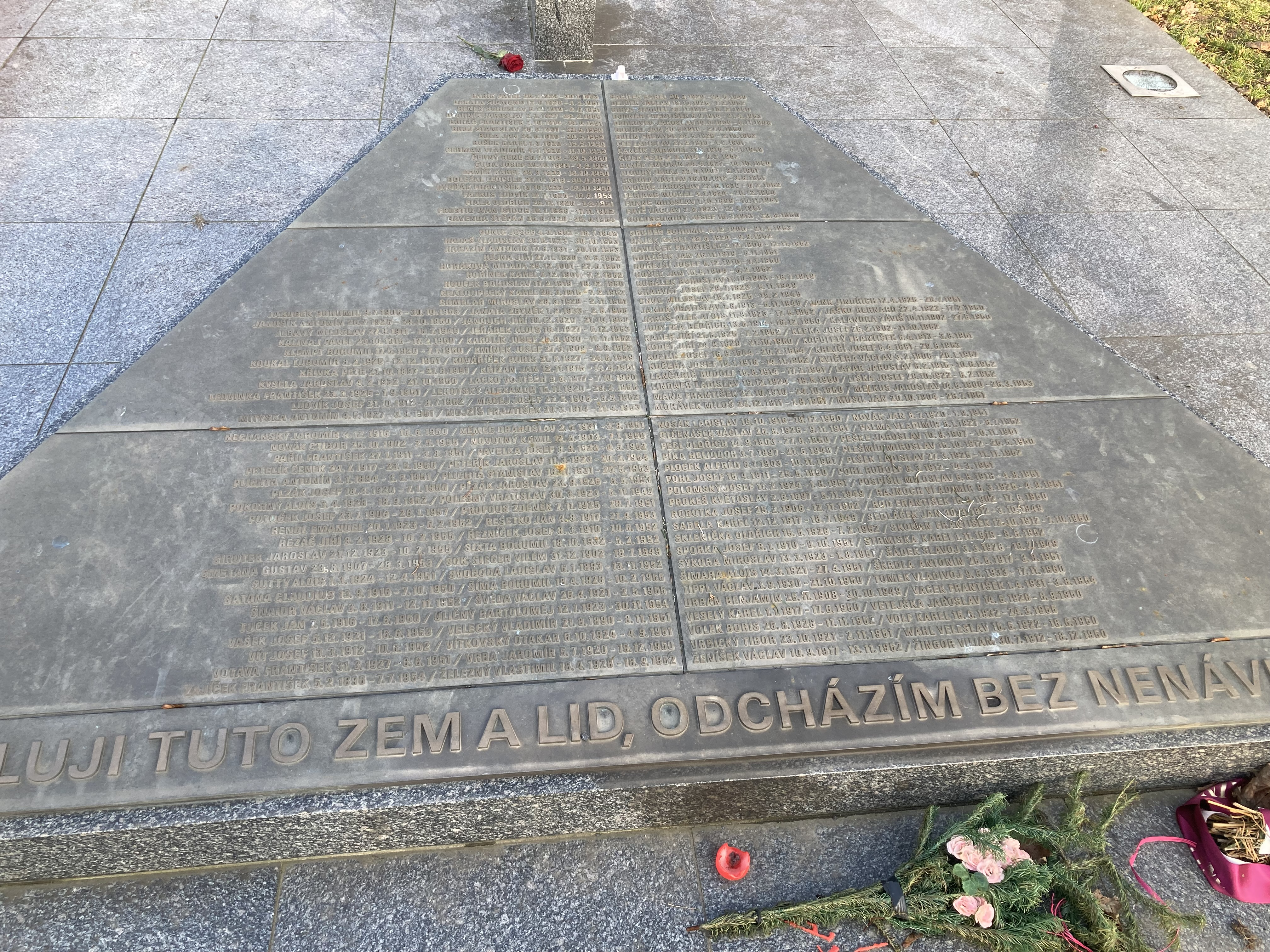
Seznam obětí komunismu se jménem Ö. Pelcla na pomníku na náměstí Hrdinů v Praze 4 - Nuslích
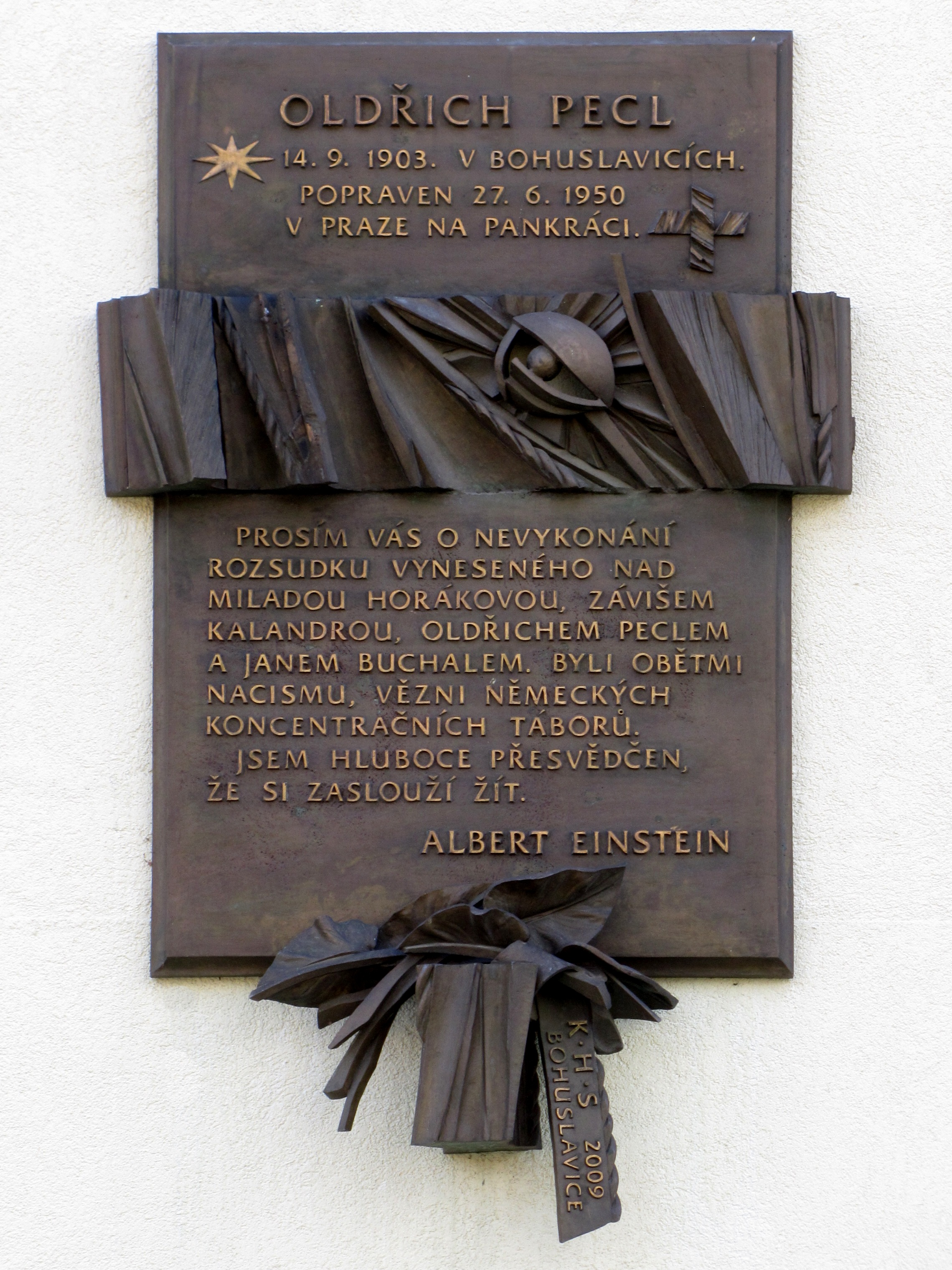
Pamětní deska O. Pelclovi na budově pošty a základní školy v Bohuslavicích
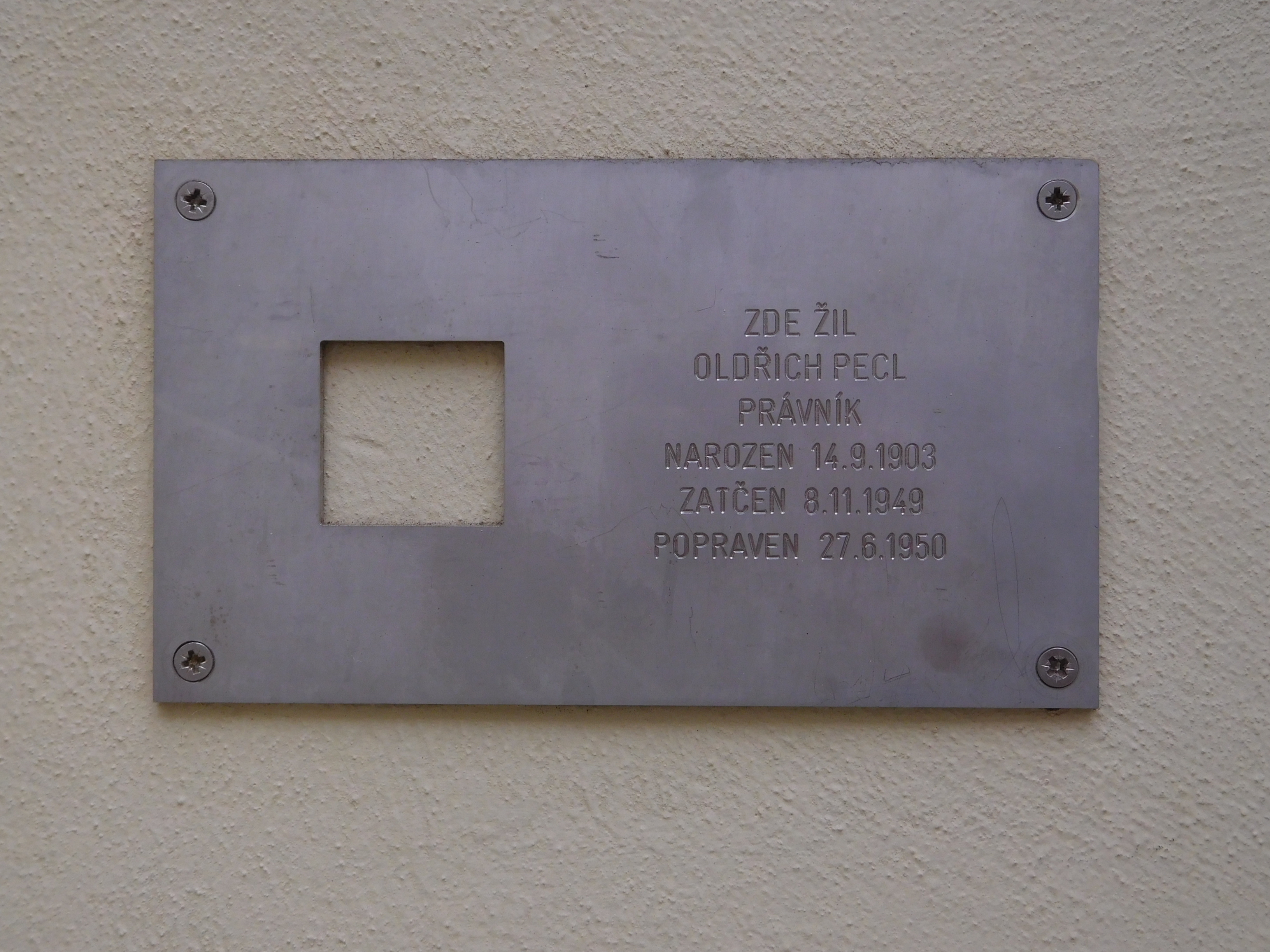
Pamětní deska v Pařížské ulici v Praze